# Iustin Moisescu

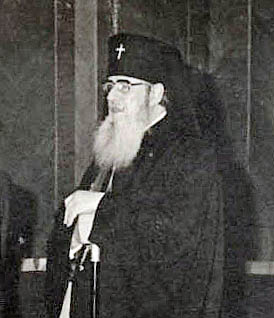
Justin Moisescu als Patriarch der Rumänisch-Orthodoxen Kirche (1977)

Iustin Moisescu (* 5. März 1910 in Cândești, Kreis Argeș; † 31. Juli 1986 in Bukarest) war ein rumänischer Geistlicher. Er war von 1977 bis 1986 der 4. Patriarch der Rumänisch-Orthodoxen Kirche.

## Leben
Iustin Moisescus Eltern starben während des Ersten Weltkriegs. Zwischen 1922 und 1930 besuchte er das Priesterseminar für Waisenkinder von Câmpulung. Diese Ausbildung absolvierte er mit Auszeichnung. Im Anschluss daran wurde er als Stipendiat des Patriarchen Miron Cristea nach Griechenland entsandt. Im Jahre 1934 kehrte er mit einem magna cum laude-Lizenziatsabschluss in Theologie zurück.
Der Patriarch Miron Cristea ermöglichte ihm auf die Empfehlungen der Universität Athen und des rumänischen Botschafters in Griechenland die Fortsetzung seiner akademischen Ausbildung durch ein zweijähriges Promotionsstipendium an der katholisch-theologischen Fakultät der Universität Straßburg. Mit dem in Straßburg gesammelten Material und der ausgearbeiteten Arbeit kehrte er erneut an die Universität Athen zurück, wo er 1937 seine Dissertation mit dem Titel Evagrius Ponticus. Sein Leben, Seine Werk und seine Lehre einreichte. Im selben Jahr wurde ihm von der Universität Bukarest der Doktortitel verliehen.
In der Folgezeit arbeitete er als Dozent für Latein am Priesterseminar Nifon in Bukarest (1937–1938) und als Professor für das Neue Testament an der orthodox-theologischen Fakultät der Universität von Warschau (1938–1939), als Nachfolger von Nicholas Arseniev. In Warschau bot er unter anderem folgende Vorlesungen an: Allgemeine und spezielle Einführung in die Bücher des Neues Testaments, Die Exegese des Galaterbriefes und Die Exegese des Prologes des Johannes Evangeliums.
Im Jahre 1942 bekam er einen Ruf als Professor für die Exegese des Neues Testaments an der theologisch-orthodoxen Fakultät in Czernowitz-Suceava. In Czernowitz hielt er die Vorlesungen: Einführung in die Heiligen Bücher des Neues Testaments, Exegese und Biblische Hermeneutik an. 1946 wurde er Professor an der Theologisch-Orthodoxen Fakultät der Universität Bukarest. 
In den 1960er Jahren wurde er Mitglied der Christlichen Friedenskonferenz. Er beteiligte sich an der I. und der II. Allchristlichen Friedensversammlung, die 1961 bzw. 1964 in Prag stattfanden und ließ sich in ihren Beratenden Ausschuss wählen.
| Vorgänger        | Amt                              | Nachfolger  |
| ---------------- | -------------------------------- | ----------- |
| Iustinian Marina | Patriarch von Rumänien 1977–1986 | Teoctist I. |

| Personendaten    | Personendaten           |
| ---------------- | ----------------------- |
| NAME             | Moisescu, Iustin        |
| KURZBESCHREIBUNG | rumänischer Geistlicher |
| GEBURTSDATUM     | 5. März 1910            |
| GEBURTSORT       | Cândești, Kreis Argeș   |
| STERBEDATUM      | 31. Juli 1986           |
| STERBEORT        | Bukarest                |